# Гуйче
Гуйче (на сръбски: Гујиће) е село в Сърбия, разположено в община Тутин, Рашки окръг. Намира се на 1027 метра надморска височина. Населението му според преброяването през 2011 г. е 140 души. При преброяването на населението през 2002 г. има 133 жители, от тях 126 (94,73 %) бошняци, 2 (1,50 %) мюсюлмани и 5 (3,75 %) не се самоопределят.

## Население
Численост на населението според преброяванията през годините:
- 1948 – 153 души
- 1953 – 205 души
- 1961 – 246 души
- 1971 – 277 души
- 1981 – 313 души
- 1991 – 250 души
- 2002 – 133 души
- 2011 – 140 души